# マクシム・サブーロフ
マクシム・ザハーロヴィチ・サブーロフ（ロシア語: Макси́м Заха́рович Сабу́ров、ラテン文字表記の例：Maksim Zakharovich Saburov、1900年2月2日 – 1977年3月24日）は、ソビエト連邦の政治家、技師、財政家。ソ連国家計画委員会（ゴスプラン）議長、第一副首相を歴任した。1957年に反党グループ事件で反フルシチョフ派に加わり失脚した。

## 経歴・概要

### 生い立ちと初期の経歴
1900年2月2日にロシア帝国のウクライナのドルシュコフカ（現在のドルシュキーウカ）に誕生する。1920年に共産党に入党し、反共産党勢力抑圧を任務とする分遣隊に勤務している。1923年から1926年にかけて、Ya・M・スヴェルドロフ名称共産大学に在籍した。その後、技師を目指してモスクワ高級技術学校（現在のバウマン記念モスクワ国立工科大学）に入学した。
1921年から1926年までバウマン・コムソモール委員会書記を務めた後、 コスチャンティノフカ地区（現在のコスチャンティーニウカ）書記となる。1926年から1928年までドネツ地方の宣伝担当として働いた後、バウマン大学に戻る。1933年にモスクワ工場技術本部長を経て、1937年までスターリン名称ノヴォクラマトルスク機械工場主任技師・器械部門責任者を務めた。

### ゴスプラン議長
サブーロフは大粛清によって古参のボリシェヴィキが消され、スターリンの独裁体制を支えた「出世組」世代に位置した。1937年には重工業担当人民委員、1938年に国家計画委員会（ゴスプラン）機械部門書記を歴任した。1940年にゴスプラン第一副議長に就任。ソ連経済に関して広範な権限を持つゴスプランの幹部となったことは、その後、要職を歴任する契機となった。1941年にゴスプラン議長に就任する。この時の議長職は1942年までの短期間で、後に大粛清の犠牲となったニコライ・ヴォズネセンスキーと交代した。その後、人民委員会議副議長（副首相）や1944年にゴスプラン第一副議長、1946年にはゴスプラン副議長にまで降格されるが、1947年には副首相となり、ソ連最高会議代議員にも選出された。
1949年に再びゴスプラン議長に就任する。ゴスプラン議長に再任されたサブーロフは第5次五カ年計画を統括し、第二次世界大戦後のソ連経済の再建に当たった。1950年のソ連における農業生産は1940年のレベルまで落ち込み、例えば牛乳生産は10万トンを下回り、食肉生産は1万2000トンをわずかに上回る程度となっていた。サブーロフは国家計画委員会の議長としてソ連経済の復興に当たり、石炭生産1200万トン、石油製造3000万トン、電力量約800億キロワットの生産増加に成功した。1952年に党幹部会員（政治局員）に選出された。
1953年にスターリンが死去し、数ヶ月間、グリゴリー・コシャチェンコとゴスプラン議長を交代し機械製造相になる。1954年には労働生産性の低さと労働組合の規律強化に関して当局を批判している。また、1956年から1961年まで実施された第6次五カ年計画立案に関して計画策定を補助する役割を果たした。しかし、1955年にゴスプラン議長職から離れたサブーロフに対しては、他の計画策定者とともに第6次五カ年計画の非現実性について後に批判されている。

### 第一副首相
1955年にゴスプラン議長から離れ、第一副首相に就任した。1956年に短期間、国家経済委員会議長も務めたが、このときに第6次五カ年計画について批判を受けている。サブーロフはソ連共産党第一書記となったニキータ・フルシチョフ同様、近い将来ソ連経済がアメリカ経済を凌駕すると考えていた。サブーロフはモスクワでの外国大使との会合において「ソ連は、将来においてアメリカと互角となることが予見される」との見解を述べている。
党内においてサブーロフは、閣僚会議議長（首相）のゲオルギー・マレンコフに近い立場であった。しかし、党第一書記となり共産党機構を掌握したフルシチョフによってマレンコフの威信は低下しつつあった。1955年2月にマレンコフは首相を解任され、後任にはフルシチョフと組んだニコライ・ブルガーニンが就任する。

### 反党グループ事件
1957年6月に党幹部会（政治局）が緊急に召集され、フルシチョフ第一書記に対して解任動議が出される。非スターリン化を推進するフルシチョフに反発を深めたマレンコフ、ヴャチェスラフ・モロトフ、ラーザリ・カガノーヴィチ らが中心となったこの一件は「反党グループ事件」として知られるが、サブーロフもマレンコフらに同調し、幹部会でフルシチョフ解任動議に賛成した。結局、中央委員会総会で巻き返しに成功したフルシチョフによってマレンコフ、モロトフ、カガノーヴィチの蠢動は潰え、サブーロフも第一副首相を解任された。
権力闘争に敗北したサブーロフは自己批判を強いられ、経済相互援助会議（コメコン）副議長を短期間務めた後、サマーラ州の都市シズラニの工場長に左遷され、1966年までその職にあった。